# Список исландских законоговорителей

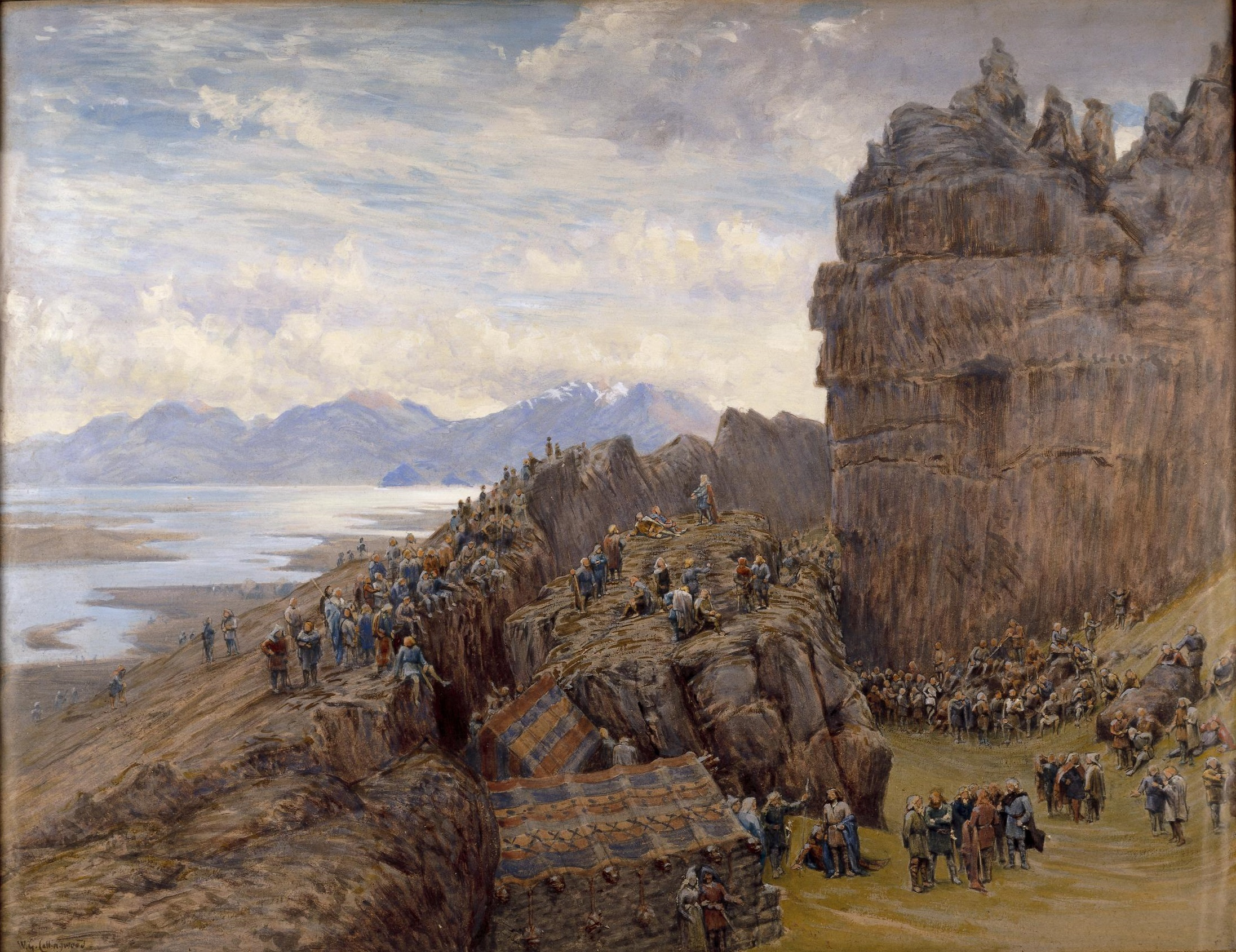
Исландский тинг, Уильям Гершом Коллингвуд, около 1897. На картине изображена скала Лёгберг на берегу озера Тингвадлаватн, где традиционно собиралась лагретта.

Список исландских законоговорителей включает в себя обладателей этой должности с её создания около 930 года до упразднения в 1271 году.
Законоговоритель (др.-сканд. lǫgsǫgumaðr) — фактически первое лицо в институте государственной власти Исландии эпохи народовластия, председатель альтинга, знаток обычного права. Должность законоговорителя появилась в Исландии в результате развития дуалистической структуры управления, представленной с одной стороны родовыми институтами власти, такими как тинги, а с другой — появлением годи и формированием атрибутов государственной власти. Отличительной деэволюционной чертой исландской средневековой государственности являлось отсутствие института исполнительной власти.
В 920-х годах под руководством норвежца Ульвльота был разработан устный сборник правовых норм, известный как «Законы Ульвльота» (др.-сканд. Ulfljótslǫfg), ставший основой «Грагасу» (др.-сканд. Grágás, буквально — «Серый Гусь») — старейшему правовому кодексу Исландии, записанному в 1117—1118 годах. Законы Ульвльота во многом основывались на правовой системе западнонорвежского тинга Гулатинг. Годом собрания первого альтинга, в последствии проводившегося каждое лето на северном берегу озера Тингвадлаватн в долине Тингведлир, и появления должности законоговорителя считается 930 год. Законоговоритель из числа годи избирался раз в три года на альтинге и обычно принадлежал к знатному и могущественному роду. Выборы проходили в лагретте, законодательном органе альтинга, включавшем в себя 36 годи, представлявших все четыре части острова, на которые в 965 году в результате административно-судебной реформы был разделена Исландия, по девять человек от каждой. Законоговоритель являлся председателем лагретты.
В 1262 году Исландия перешла под власть Норвегии в результате соглашения, известного под названием «Старый договор». В 1271 году Грагас был заменён «Яднсидой» (др.-сканд. Járnsíða) в качестве нового правового кодекса. Вместе с этим выборная должность законоговорителя была упразднена в пользу должности законника (др.-сканд. lǫgmaðr), назначаемого норвежским королём.
Согласно «Книге об исландцах» Ари Мудрого, первым исландским законоговорителем был выбран Хравн Кетильсон, хотя Ульвльот де-факто действовал как таковой и до альтинга 930 года. Последним избранным законоговорителем стал Торлейв Кетильсон в 1271 году. В последующие годы законоговорители продолжали участвовать в исландской структуре власти — первым назначенным короной законником Исландии в 1272 году стал законоговоритель 1251 года Стурла Тордарсон, а в 1281 году был принят «Йонсбок» (др.-сканд. Jónsbók), свод законов, составленный в том числе законоговорителем 1267 года Йоном Эйнарссоном и названный в его честь. Йонсбок успешно заменил Яднсиду на более чем 500 лет, а некоторые его части являются действительными в правовой системе Исландии до сих пор.

## Список
| №      | Имя (годы жизни)                                                                   | В должности | В должности | Примечания |
| №      | Имя (годы жизни)                                                                   | Начало      | Окончание   | Примечания |
| ------ | ---------------------------------------------------------------------------------- | ----------- | ----------- | --- |
| 1      | Ульвльот из Лоуна др.-сканд. Úlfljótr í Lóni                                       | 927         | 929         | Норвежец, составитель первого исландского сборника правовых норм, фактический первый законоговоритель острова. |
| 2      | Хравн сын Кетиля Лосося (879—неизв.) др.-сканд. Hrafn Ketilsson hœngs              | 930         | 949         | Сын первопоселенца Кетиля Лосося сына Торкеля, родом из района реки Ранга (др.-сканд. ýr Rangárhverfi) в южной части Исландии. Первый избранный на альтинге законоговоритель. |
| 3      | Торарин брат Раги сын Олейва др.-сканд. Þórarinn Ragabróðir Óleifsson              | 950         | 969         | Родом из Боргар-фьорда (др.-сканд. Borgfirzkr) в западной части Исландии. В 965 году по результатам тяжбы, истцом в которой выступал Торд Ревун, им была проведена административно-судебная реформа, разделившая остров на четверти. |
| 4      | Торкель Луна сын Торстейна др.-сканд. Þorkell máni Þorsteinsson                    | 970         | 984         | Внук первопоселенца Ингольва сына Эрна, основателя Рейкьявика. |
| 5      | Торгейр со Светого Озера сын Торкеля др.-сканд. Þorgeirr Þorkelsson at Ljósavatni  | 985         | 1001        | Родом со Светлого Озера в северной четверти острова. В период его нахождения в должности законоговорителя Исландия приняла христианство на альтинге 999 или 1000 года. В отличие от других скандинавских государств принятие христианства на острове было мирным и добровольным процессом. |
| 6      | Грим сын Свертинга др.-сканд. Grímr Svertingsson                                   | 1002        | 1003        | Родом из долины Мосфель к северу от Рейкьявика. Первый законоговоритель после принятия Исландией христианства. Сразу после обращения им была построена церковь и кладбище в поселении Хрисбру. |
| 7      | Скафти сын Тородда (неизв.—1030) др.-сканд. Skafti Þóroddsson                      | 1004        | 1030        | Родом из Хьялли в Эльвюсе. Был известен своими обширными знаниями в правоведении. Согласно Ари Мудрому, применял суровые наказания и накладывал большие штрафы на годи. Провёл ряд правовых реформ, включая создание Пятого суда, являвшегося судом высшей инстанции. |
| 8      | Стейн сын Торгеста др.-сканд. Steinn Þorgestsson                                   | 1031        | 1033        | Сын Арноры дочери Торда, правнук Стейна Морехода (др.-сканд. Steinn mjǫksiglandi), поселившегося в Скогарстрёнде в западной Исландии. |
| 9      | Торкель сын Тьёрви др.-сканд. Þorkell Tjǫrvason                                    | 1034        | 1053        | Несмотря на двадцатилетнее пребывание в должности Торкель упоминается лишь в «Книге об исландцах». Его часто отождествляют со внуком законоговорителя 985—1001 годов Торгейра со Светлого Озера, упомянутого в «Саге о людях со Светлого Озера», где, впрочем, о его пребывании в должности законоговорителя не сказано. |
| 10 (1) | Геллир сын Бёльверка др.-сканд. Gellir Bǫlverksson                                 | 1054        | 1062        | Отец Геллира Бёльверк приходился братом прадеду Ари Мудрого. Прадед Геллира Торд Ревун был инициатором тяжбы в 965 году, по которой Исландия была поделена на четверти. Сводный брат Геллира Эйольв фигурирует в «Саге о Ньяле» на стороне Флоси в тяжбе о сожжении Ньяла. |
| 11 (1) | Гуннар Мудрый сын Торгрима др.-сканд. Gunnarr spaki Þorgrímsson                    | 1063        | 1065        | Упоминается в различных генеалогиях как отец двух законоговорителей и, возможно, дед двух других. О происхождении самого Гуннара в источниках нет данных, что уникально для законоговорителя. Известно, что его род стоит особняком от других влиятельных семейств законоговорителей и не имел с ними родственных связей или же общих интересов. Йоун Сигюрдссон в XIX веке выводил происхождение Гуннара из Видимири в Скагафьордюре, однако без каких-либо подтверждений или обоснований. |
| 12     | Кольбейн сын Флоси др.-сканд. Kolbeinn Flosason                                    | 1066        | 1071        | В исторических источниках упоминаются два человека с таким именем и вопрос, кто из них был законоговорителем, остаётся открытым. Один из них был тестем исландского учёного Сэмунда Мудрого, внуком Валлабранда, потомком первопоселенца Флоси сына Торбьёрна, вынужденного покинуть Норвегию за убийство людей короля. Другой же был сыном Флоси сына Торда, предводителя поджигателей из «Саги о Ньяле». |
| 10 (2) | Геллир сын Бёльверка др.-сканд. Gellir Bǫlverksson                                 | 1072        | 1074        | второй срок |
| 11 (2) | Гуннар Мудрый сын Торгрима др.-сканд. Gunnarr spaki Þorgrímsson                    | 1075        | 1075        | второй срок |
| 13     | Сигхват сын Сурта др.-сканд. Sighvatr Surtsson                                     | 1076        | 1083        | Согласно сагам ведёт родословную от норвежского короля Мэна и Островов Кетиля Плосконосого. Упоминается преимущественно в контексте, связанном с церковью или генеалогией. Возможно, родом из Киркьюбайяра на Сиде (др.-сканд. Kirkjubær á Síðu, ныне Киркьюбайярклёйстюр). |
| 14     | Маркус сын Скегги (неизв.— 14/15 октября 1107) др.-сканд. Markús Skeggjason        | 1084        | 1107        | Потомок первопоселенца Ингольва сына Эрна, основателя Рейкьявика. Являлся одним из основных источников информации для Ари Мудрого в создании его исторических трудов. |
| 15     | Ульвхедин сын Гуннара (неизв.—1116) др.-сканд. Úlfheðinn Gunnarsson                | 1108        | 1116        | Сын Гуннара Мудрого, законоговорителя в 1063—1065 и 1075 годах. В «Книге об исландцах» упомянут в качестве источника информации о находке тела в Кольсгье (др.-сканд. Kolsgjá) в связи с основанием альтинга в Тингведлире и о разделении острова на четверти в 965 году. Также упоминается в «Грагасе» в связи с законом об оказании помощи преступникам. |
| 16     | Бергтор сын Хравна (неизв.—1122) др.-сканд. Bergþórr Hrafnsson                     | 1117        | 1122        | Возможный внук Гуннара Мудрого. В период его пребывания в должности была произведена первая письменная фиксация законов по запросу церкви, одобренная решением альтинга 1117 года. Законы были записаны зимой 1117—1118 годов в Брейдабольстадуре Хавлиди Массоном (др.-сканд. Hafliði Másson) при участии Бергтора. Чтение законов на альтинге 1118 года было произведено Хавлиди Массоном — сведения о том, был ли обучен Бергтор чтению и письму отсутствуют. |
| 17     | Гудмунд сын Торгейра др.-сканд. Guðmundr Þorgeirsson                               | 1123        | 1134        | По предположению Йоуна Сигюрдссона происходил из северной части Исландии. Упоминается в «Грагасе» как автор двух постановлений: о законности аспектов — о помощи бедным и об убийстве (касаемо вызова присяжных с места преступления и из родных мест тяжущихся). В «Саге о Торгильсе и Хавлиди» упоминается человек с таким именем, шурин Торгильса сына Одда, выступающий в 1121 году на его стороне в тяжбе против Хавлиди Массона. По мнению Гисли Сигурдссона, выбор Гудмунда законоговорителем два года спустя мог быть частью урегулирования тяжбы в обмен на назначение епископом Хоулара человека Хафлиди Кетиля сына Торстейна. |
| 18     | Хравн сын Ульвхедина (неизв.—1139) др.-сканд. Hrafn Úlfheðinsson                   | 1135        | 1138        | Сын Ульвхедина, законоговорителя 1108—1116 годов. О его жизни и деятельности в должности законоговорителя нет данных — все его упоминания в сагах относятся лишь к генеалогии. |
| 19     | Финн сын Халля (неизв.—1145) др.-сканд. Finnr Hallsson                             | 1139        | 1145        | Родом из Хофтейгюра. Первый законодатель, рукоположенный в сан — находится во главе списка десяти священников с востока Исландии, составленного в 1143 году. Был женат на Хальдис, дочери брата Хафлиди Массона, Бергйора. В отличие от иных носителей должности не имел родственных связей или происхождения от других законоговорителей. Очевидная грамотность и связь с Хафлиди позволяют предположить его участие в написании законов зимой 1117—1118 годов, что делает его первым законоговорителем из «реформаторов», чьё влияние обеспечивалось не родственными связями, а владением новой технологией, письмом. |
| 20     | Гуннар сын Ульвхедина др.-сканд. Gunnarr Úlfheðinsson                              | 1146        | 1155        | Возможный сын Ульвхедина сына Гуннара, законоговорителя 1108—1116 годов. Предположение о родстве было высказано Йоуном Сигюрдссоном и основывается на имени и на влиятельности потомков Гуннара Мудрого, законоговорителя 1063—1065 и 1075 годов, остававшегося в обществе к середине XII века. |
| 21     | Снорри сын Хунбоги (неизв.—1170) др.-сканд. Snorri Húnbogason                      | 1156        | 1170        | Согласно «Королевским анналам» — священник. Родословная практически не упоминается в ранних версиях «Книги об исландцах» — по ней он предстаёт человеком весьма скромного происхождения. В последствии, его родословная значительно расширяется в пряди (коротком рассказе) «Прядь о Гейрмунде Адская Кожа», где в числе предков присутствуют такие личности, как основатель Рейкьявика Ингольв сын Эрна, ярл Мёре Рёгнвальд и король Мэна и Островов Кетиль Плосконосый; а в «Саге о Стурле» его происхождение ведётся еще дальше, через героев саг вплоть до легендарного Сигурда Змееглазого. Вероятно, что возвышение происхождения семьи Снорри в поздних источниках произошло благодаря связям его сыновей с влиятельным родом Стурлунгов. |
| 22     | Стюркар сын Одди (неизв.—1181) др.-сканд. Styrkárr Oddason                         | 1171        | 1180        | Фигурирует в списке имён в «Саге о священнике Гудмунде Арасоне», где сообщается дата его вступления в должность законоговорителя и дата его смерти — Стюркар умер в чумную зиму 1180—1181 годов. Его сын Сигурд присутствует в «Саге о Гудмунде Добром», где также упоминается Ингирд, его сестра, без уточнения полнородности или единокровности родства. |
| 23     | Гицур сын Халля (неизв.— 27 июля 1206) др.-сканд. Gizurr Hallsson                  | 1181        | 1202        | Священник, первый законоговоритель из рода Хаукделир (др.-сканд. Haukdœlir), чья власть постепенно росла одновременно с влиянием церкви. Начиная с этого периода на протяжении последующих ста лет за главенство в Исландии боролись два рода — Хаукделир и Стурлунги, где первые опирались на церковь, а вторые на светскую поддержку. |
| 24     | Халль сын Гицура (неизв.—1230) др.-сканд. Hallr Gizurarson                         | 1203        | 1209        | Сын Гицура, законоговорителя 1181—1202 годов. Представитель рода Хаукделир. Священник, аббат Хельгафеля и Тиквибера. Автор второй редакции «Саги о Святом Торлаке» включая её часть «Пряди о людях из Одди». |
| 25 (1) | Стюрмир Мудрый сын Кари (неизв.— 20 февраля 1245) др.-сканд. Styrmir fróði Kárason | 1210        | 1214        | Скальд и писатель. Из окружения Снорри сына Стурлы, однако сведения о происхождении отсутствуют. После пребывания в должности — священник в Рейкьявике с 1228 по 1235 год. Ему принадлежит авторство одной из версий «Книги о занятии земли», «Жития Святого Олава». Возможный автор «Саги о Сверрире» и «Саги о Хёрде и островитянах». |
| 26 (1) | Снорри сын Стурлы (1178 — 23 сентября 1241) др.-сканд. Snorri Sturluson            | 1215        | 1218        | Скальд и писатель. Представитель рода Стурлунгов. Автор «Младшей Эдды» и «Круга Земного». Крупнейшая фигура в истории древнеисландской и древнегерманской литературы в целом. |
| 27 (1) | Тейт сын Торвальда др.-сканд. Teitr Þorvaldsson                                    | 1219        | 1221        | Священник, брат исландского ярла Гицура, племянник законоговорителя 1203—1209 годов Халля сына Гицура. Представитель рода Хаукделир. |
| 26 (2) | Снорри сын Стурлы (1178 — 23 сентября 1241) др.-сканд. Snorri Sturluson            | 1222        | 1231        | второй срок |
| 25 (2) | Стюрмир Мудрый сын Кари (неизв.— 20 февраля 1245) др.-сканд. Styrmir fróði Kárason | 1232        | 1235        | второй срок |
| 27 (2) | Тейт сын Торвальда др.-сканд. Teitr Þorvaldsson                                    | 1236        | 1247        | второй срок |
| 28 (1) | Олав Белый Скальд сын Торда (неизв.—1259) др.-сканд. Óláfr hvítaskáld Þórðarson    | 1248        | 1250        | Племянник Снорри сына Стурлы, сын Торда сына Стурлы. Представитель рода Стурлунгов. Скальд и писатель, автор руководства по скальдической поэзии «Третий грамматический трактат». Считался одним из ведущих скальдов своего поколения. Вероятный автор «Саги о Кнютлингах». |
| 29     | Стурла сын Торда (29 июля 1214 — 30 июля 1284) др.-сканд. Sturla Þórðarson         | 1251        | 1251        | Брат Олава Белого Скальда. Представитель рода Стурлунгов. Писатель, скальд и историк. Один из самых известных деятелей Исландии XIII века. Автор «Саги о Хаконе Старом», «Саги об Исландцах» и «Книги о занятии земли». Считается одним из составителей Яднсиды. |
| 28 (2) | Олав Белый Скальд сын Торда (неизв.—1259) др.-сканд. Óláfr hvítaskáld Þórðarson    | 1252        | 1252        | второй срок |
| 30     | Тейт сын Эйнара (неизв.—1258) др.-сканд. Teitr Einarsson                           | 1253        | 1258        | Вероятный племянник исландского ярла Гицура, сын Эйнара сына Торвальда из Хруны. Представитель рода Хаукделир. |
| 31     | Кетиль сын Торлака (неизв.— 11 февраля 1273) др.-сканд. Ketill Þorláksson          | 1259        | 1262        | Священник, муж сестры ярла Гицура. Представитель рода Хаукделир. |
| 32 (1) | Торлейв Рык сын Кетиля (неизв.—1289) др.-сканд. Þorleifr hreimr Ketilsson          | 1263        | 1265        | Сын Кетиля сына Торлака, законоговорителя 1259—1262 годов. Представитель рода Хаукделир. В период его пребывания в должности был заключён «Старый договор», по которому Исландия потеряла независимость и была присоединена к Норвегии. |
| 33     | Сигурд сын Торвальда др.-сканд. Sigurðr Þorvaldsson                                | 1266        | 1266        | Представитель рода Хаукделир. Упоминается лишь в нескольких анналах, в других же 1266 год относится к сроку пребывания в должности Торлейва Рыка. |
| 34 (1) | Йон Рыбья скула сын Эйнара (неизв.—1306) др.-сканд. Jón Einarsson gelgja           | 1267        | 1267        | Вероятный брат Тейта сына Эйнара, законоговорителя 1253—1258 годов. Представитель рода Хаукделир. Один из составителей Йонсбока, названного в его честь успешного свода законов, действительного в своей светской части до начала XIX века и частично — до сих пор. |
| 32 (2) | Торлейв Рык сын Кетиля (неизв.—1289) др.-сканд. Þorleifr hreimr Ketilsson          | 1268        | 1268        | второй срок |
| 34 (2) | Йон Рыбья скула сын Эйнара (неизв.—1306) др.-сканд. Jón Einarsson gelgja           | 1269        | 1270        | второй срок |
| 32 (3) | Торлейв Рык сын Кетиля (неизв.—1289) др.-сканд. Þorleifr hreimr Ketilsson          | 1271        | 1271        | третий срок |